# Kariatebike Village
Kariatebike Village är en ort i Kiribati.   Den ligger i örådet Abemama och ögruppen Gilbertöarna, i den sydöstra delen av landet, 150 km sydost om huvudstaden Tarawa. Kariatebike Village ligger 9 meter över havet och antalet invånare är 140.
Terrängen runt Kariatebike Village är mycket platt.  Närmaste större samhälle är Tekatirirake Village, 9,1 km nordväst om Kariatebike Village. 